# Hữu Nghị, Song Áp Sơn
Hữu Nghị (chữ Hán giản thể: 友谊县, âm Hán Việt: Hữu Nghị huyện) là một huyện thuộc địa cấp thị Song Áp Sơn, tỉnh Hắc Long Giang, Cộng hòa Nhân dân Trung Hoa. Huyện này có diện tích 1800 km², dân số 120.000 người, mã số bưu chính 155800. Chính quyền huyện đóng ở trấn Hữu Nghị. Huyện Hữu Nghị được chia thành 4 trấn, 6 hương, 1 hương dân tộc.
- Trấn: Hữu Nghị, Hưng Long, Phượng Cương, Long Sơn.
- Hương: Hưng Thịnh, Đông Kiến, Khánh Phong, Hữu Lân, Tân Trấn, Kiến Thiết.
- Hương dân tộc Mãn và dân tộc Triều Tiên Thành Phú.

## Lịch sử hình thành
Địa bàn huyện Hữu Nghị vốn thuộc địa giới hành chính của huyện Phú Cẩm, sau thuộc huyện Tập Hiền. Năm 1945, chính phủ Trung Quốc đã thành lập nông trường ngũ cốc lớn trên địa bàn với sự giúp đỡ của Liên Xô, sau này gọi là Nông trường Quốc doanh Hữu Nghị. Huyện Hữu Nghị được thành lập vào năm 1960 trên cơ sở Nông trường Hữu Nghị và tách một số xã của huyện Tập Hiền, rồi được tái lập vào năm 1984. Huyện này đã từng có thời gian bị giải thể trong giai đoạn từ 1963-1964 (chuyển thành đặc khu thuộc địa khu Hợp Giang) và từ 1969-1984 (chuyển thành Đoàn 18, Sư đoàn 3 thuộc Binh đoàn Xây dựng và sản xuất Hắc Long Giang).